# Cyrtandra phaeotricha
Cyrtandra phaeotricha är en tvåhjärtbladig växtart som beskrevs av Rudolf Schlechter. Cyrtandra phaeotricha ingår i släktet Cyrtandra och familjen Gesneriaceae. Inga underarter finns listade i Catalogue of Life.